# Musée Egon-Schiele

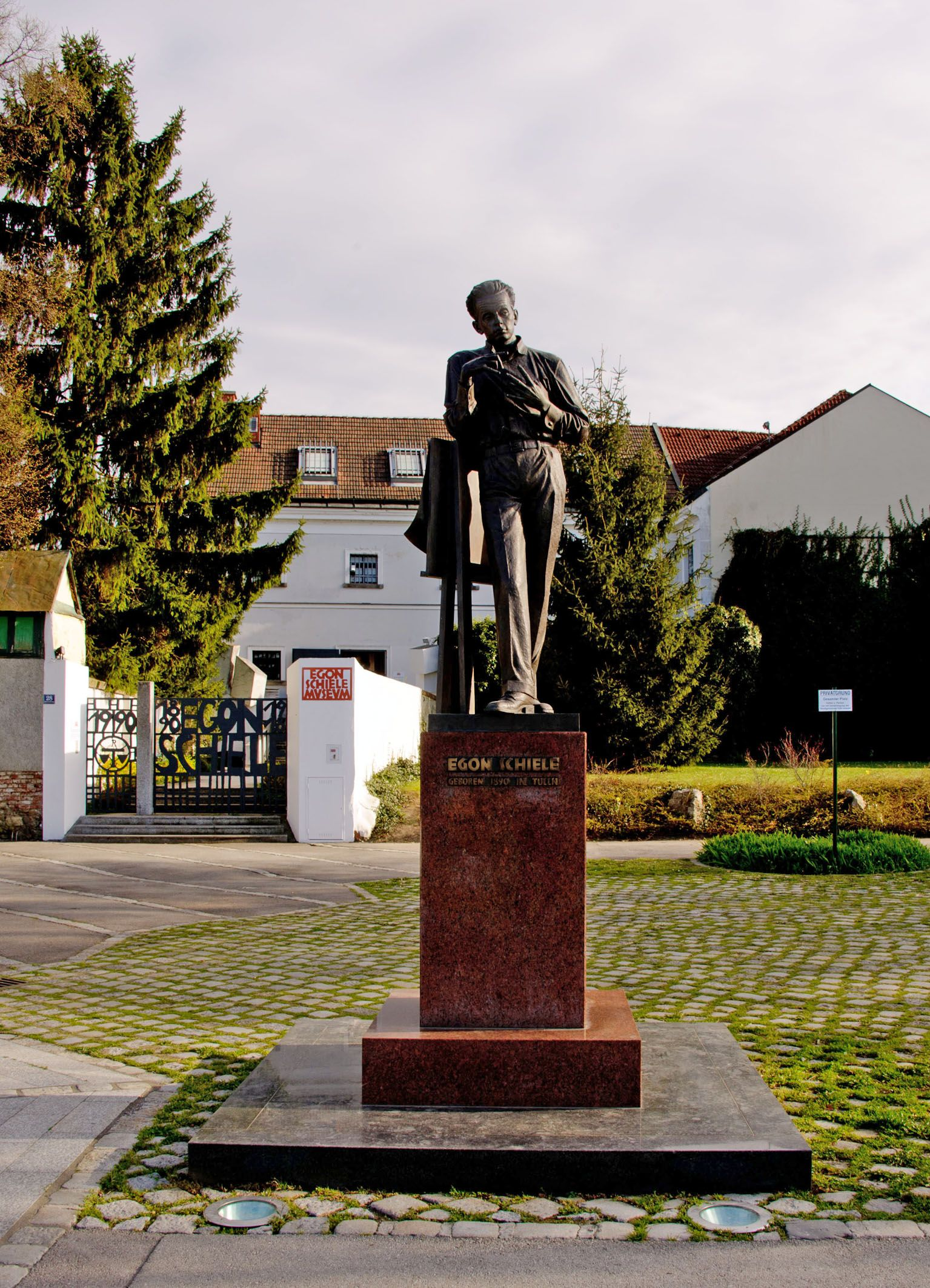
Statue devant le Musée à Tulln

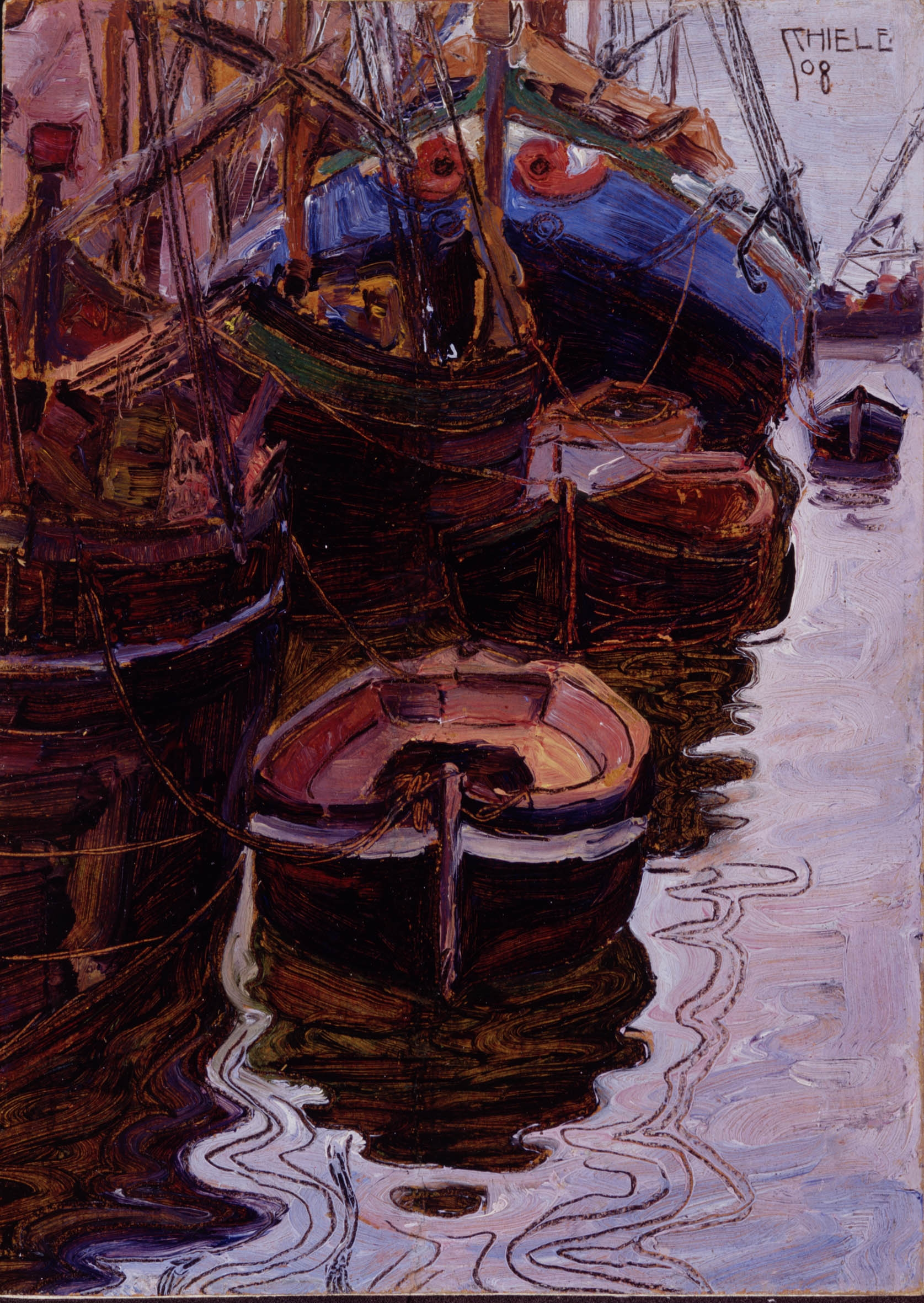
Bateaux dans le port de Trieste

Le musée Egon-Schiele à Tulln an der Donau (Basse Autriche) est consacré au peintre et dessinateur Egon Schiele, natif de cette ville.

## Création
En 1980, la commune de Tulln a planifié la création de ce musée et a acquis à cet effet l'ancienne prison du tribunal du district bâtie en 1898. La Société internationale Egon Schiele a porté ce projet.
De 1985 à 1990, le bâtiment a été rénové et transformé en musée. Une ancienne cellule a été conservée pour reconstituer la cellule de la prison de Neulengbach où Schiele a été emprisonné trois semaines en 1912. Le musée a été ouvert à l'occasion du centième anniversaire de la naissance de l'artiste le 12 juin 1990.
Depuis 2011, le musée est géré par l'administration des musées de Basse Autriche. Après des travaux de rénovation, une exposition permanente a été ouverte sous le titre « Egon Schiele : les débuts de l'artiste ». Outre des œuvres de jeunesse de Schiele, le musée présente ses relations avec sa ville natale et avec la Basse-Autriche ainsi que sa passion pour les trains jouet[source insuffisante].